# Challenger Ibagué 2024 - Doppio
Il doppio del torneo di tennis professionistico Challenger Ibagué 2024, facente parte della categoria Challenger 75 nell'ambito dell'ATP Challenger Tour 2024, si è giocato dal 24 al 30 giugno a Ibagué, in Colombia. Questa è stata la prima edizione di questo torneo.
In finale Finn Reynolds e Matías Soto hanno sconfitto Leonardo Aboian e Valerio Aboian con il punteggio di 6–4, 4–6, [10–7].

## Teste di serie
1. Luís Britto /  Gonzalo Villanueva (quarti di finale)
2. Finn Reynolds /  Matías Soto (campioni)

1. Seita Watanabe /  Takeru Yuzuki (semifinale)
2. Juan Sebastián Gómez /  Andrés Urrea (primo turno)

## Wildcard
1. Samuel Heredia /  Nicolás Mejía (primo turno)

1. Michael Alejandro Beltrán Rubio /  Sebastián Serrano (primo turno)

## Alternate
1. Mateo Barreiros Reyes /  Kosuke Ogura (semifinale)

## Tabellone

### Legenda
| - Q = Qualificato - WC = Wild card - LL = Lucky loser | - ALT = Alternate - SE = Special Exempt - PR = Protected Ranking | - w/o = Walkover - r = Ritirato - d = Squalificato |

|  | Primo turno | Primo turno                        | Primo turno                        | Primo turno | Primo turno |  |  | Quarti di finale | Quarti di finale                  | Quarti di finale                  | Quarti di finale  | Quarti di finale  |   |   | Semifinali | Semifinali                     | Semifinali                | Semifinali                | Semifinali |   |      | Finale | Finale | Finale | Finale | Finale |  |
|  |             |                                    |                                    |             |             |  |  |                  |                                   |                                   |                   |                   |   |   |            |                                |                           |                           |            |   |      |        |        |        |        |        |  |
|  | 1           | L Britto G Villanueva              | L Britto G Villanueva              | 7           | 78          |  |  |                  |                                   |                                   |                   |                   |   |   |            |                                |                           |                           |            |   |      |        |        |        |        |        |  |
|  |             | A Lobanov A Nesterov               | A Lobanov A Nesterov               | 5           | 6           |  |  | 1                | L Britto G Villanueva             | L Britto G Villanueva             | 4                 | 4                 |   |   |            |                                |                           |                           |            |   |      |        |        |        |        |        |  |
|  | Alt         | M Barreiros Reyes K Ogura          | 4                                  | 715         | [10]        |  |  | Alt              | M Barreiros Reyes K Ogura         | M Barreiros Reyes K Ogura         | 6                 | 6                 |   |   |            |                                |                           |                           |            |   |      |        |        |        |        |        |  |
|  |             | T Farjat JC Prado Ángelo           | 6                                  | 613         | [8]         |  |  |                  |                                   |                                   |                   |                   |   |   | Alt        | M Barreiros Reyes K Ogura      | M Barreiros Reyes K Ogura | 4                         | 3          |   |      |        |        |        |        |        |  |
|  | 4           | JS Gómez A Urrea                   | JS Gómez A Urrea                   | 5           | 6           |  |  |                  |                                   |                                   | L Aboian V Aboian | L Aboian V Aboian | 6 | 6 |            |                                |                           |                           |            |   |      |        |        |        |        |        |  |
|  |             | L Aboian V Aboian                  | L Aboian V Aboian                  | 7           | 78          |  |  |                  | L Aboian V Aboian                 | 7                                 | 4                 | [10]              |   |   |            |                                |                           |                           |            |   |      |        |        |        |        |        |  |
|  | WC          | MA Beltrán Rubio S Serrano         | MA Beltrán Rubio S Serrano         | 3           | 2           |  |  |                  | DA Barreto Sánchez A Stater       | 5                                 | 6                 | [7]               |   |   |            |                                |                           |                           |            |   |      |        |        |        |        |        |  |
|  |             | DA Barreto Sánchez A Stater        | DA Barreto Sánchez A Stater        | 6           | 6           |  |  |                  |                                   |                                   |                   |                   |   |   |            | Leonardo Aboian Valerio Aboian | 4                         | 6                         | [7]        |   |      |        |        |        |        |        |  |
|  | WC          | S Heredia N Mejía                  | S Heredia N Mejía                  | 65          | 3           |  |  |                  |                                   |                                   |                   |                   |   |   |            |                                | 2                         | Finn Reynolds Matías Soto | 6          | 4 | [10] |        |        |        |        |        |  |
|  |             | JA Rodríguez A Soriano Barrera     | JA Rodríguez A Soriano Barrera     | 7           | 6           |  |  |                  | JA Rodríguez A Soriano Barrera    | 4                                 | 7                 | [7]               |   |   |            |                                |                           |                           |            |   |      |        |        |        |        |        |  |
|  |             | M Pucinelli de Almeida N Zanellato | M Pucinelli de Almeida N Zanellato | 61          | 2           |  |  | 3                | S Watanabe T Yuzuki               | 6                                 | 5                 | [10]              |   |   |            |                                |                           |                           |            |   |      |        |        |        |        |        |  |
|  | 3           | S Watanabe T Yuzuki                | S Watanabe T Yuzuki                | 7           | 6           |  |  |                  |                                   |                                   |                   |                   |   |   | 3          | S Watanabe T Yuzuki            | S Watanabe T Yuzuki       | 1                         | 5          |   |      |        |        |        |        |        |  |
|  |             | B Pérez N Schachter                | 6                                  | 3           | [4]         |  |  |                  |                                   | 2                                 | F Reynolds M Soto | F Reynolds M Soto | 6 | 7 |            |                                |                           |                           |            |   |      |        |        |        |        |        |  |
|  |             | Á Guillén Meza AL Lingua Lavallén  | 4                                  | 6           | [10]        |  |  |                  | Á Guillén Meza AL Lingua Lavallén | Á Guillén Meza AL Lingua Lavallén | 3                 | 2                 |   |   |            |                                |                           |                           |            |   |      |        |        |        |        |        |  |
|  |             | G Johns P Kumar                    | G Johns P Kumar                    | 1           | 4           |  |  | 2                | F Reynolds M Soto                 | F Reynolds M Soto                 | 6                 | 6                 |   |   |            |                                |                           |                           |            |   |      |        |        |        |        |        |  |
|  | 2           | F Reynolds M Soto                  | F Reynolds M Soto                  | 6           | 6           |  |  |                  |                                   |                                   |                   |                   |   |   |            |                                |                           |                           |            |   |      |        |        |        |        |        |  |